# Приключения Шерлока Холмса и доктора Ватсона: Сокровища Агры
«Приключения Шерлока Холмса и доктора Ватсона: Сокровища Агры» — четвёртая часть советского цикла телевизионных фильмов по мотивам рассказов Артура Конан Дойля о Шерлоке Холмсе.
Фильм снят на основе повести «Знак четырёх» и рассказа «Скандал в Богемии». Телепремьера — в 1983 году.

## Сюжет
Основные события фильма происходят в Лондоне в 1888 году. В фильме переплетаются две сюжетные линии.

### Тайна сокровищ («Знак четырёх»)
К Шерлоку Холмсу приходит девушка по имени Мэри Морстен, которая просит его и доктора помочь в разгадке ежегодного получения ею посылкой по одной жемчужине и в поиске её отца, пропавшего много лет назад. Холмс и Ватсон не отказывают ей в помощи и выясняют, что мисс Мэри является наследницей огромного состояния — сокровищ Агры, на которые претендуют также сыновья майора Шолто и Джонатан Смолл — беглый каторжник с деревянным протезом вместо ноги, которого старшие Морстен и Шолто обманули (при этом Шолто обманул и Морстена). Дикарь Тонга — помощник Джонатана Смолла — убивает одного из сыновей Шолто, а сам Смолл крадёт сокровища, однако Холмс напал на след и вместе с инспектором Лестрейдом и несколькими полицейскими устремляется за ними в погоню по Темзе. Во время преследования убивают дикаря, но Джонатан Смолл успевает постепенно выбросить в реку все драгоценные камни. В итоге сокровище, принёсшее столько бед, не достаётся никому. Однако во время поисков доктор Ватсон и мисс Морстен полюбили друг друга и решили пожениться.

### Ирэн Адлер («Скандал в Богемии»)
В ходе расследования дела о сокровищах Агры Холмс и Ватсон вспоминают о другом деле, которое Холмс расследовал раньше. К Холмсу под чужим именем приходит король Богемии, который ведёт себя сперва несколько высокомерно, а затем жалобно просит помочь ему. Одно время король, будучи тогда ещё наследным принцем, имел любовную связь с известной авантюристкой Ирэн Адлер, вместе сфотографировался с ней и подписал фотографию на память. Теперь он собирается жениться и хочет избежать скандала, так как, по его словам, Ирэн грозится послать невесте фото в день, когда будет объявлено о помолвке. Шерлок Холмс притворяется раненым и попадает в дом Ирэн, где совместно с доктором Ватсоном имитирует пожар. Однако хотя Холмс и выясняет, согласно своему плану, где спрятана фотография, из-за суматохи он её не крадёт. Ирэн Адлер выходит замуж за адвоката Нортона (при этом Холмс, переодетый в бродягу, неожиданно оказывается свидетелем на её свадьбе) и уезжает, а король и Шерлок Холмс получают другую её фотокарточку и письмо с обещанием не разглашать её отношения с королём. С тех пор в комнате Холмса стоит портрет Ирэн Адлер, как напоминание о редкой неудаче великого сыщика.

## Роли исполняли

### В главных ролях
- Василий Ливанов — Шерлок Холмс
- Виталий Соломин — доктор Ватсон
- Рина Зелёная — миссис Хадсон
- Борислав Брондуков (озвучивал Игорь Ефимов) — инспектор Лестрейд

### В ролях
- Екатерина Зинченко (озвучивала Наталья Рычагова) — мисс Мэри Морстен
- Виктор Проскурин — Тадеуш Шолто / Бартоломью Шолто, братья-близнецы
- Сергей Шакуров — Джонатан Смолл, беглый каторжник
- бульдог Бамбула — Тори, собака Шермана

### Первая серия
- Павел Кадочников (озвучивал Игорь Ефимов) — майор Джон Шолто, отец Тадеуша и Бартоломью, сослуживец капитана Морстена в Индии
- Анатолий Сливников — Мак-Мурдо, привратник Бартоломью
- Валентина Кособуцкая — миссис Смит, жена хозяина судоходной станции Мордекая Смита и мать Джека
- Николай Кузьмин — Лал Човдар, слуга майора Шолто
- Нина Юрасова — миссис Берстон, экономка Бартоломью
- Владимир Дорошев — чучельник Шерман, друг Холмса
- П. Самойленко

### Вторая серия
- Лариса Соловьёва — Ирэн Адлер (в замужестве — Нортон), актриса и певица, известная авантюристка
- Георгий Мартиросян — Вильгельм Готтсрейх Сигизмунд фон Ормштейн, великий князь Кассель-Фельштейнский и наследный король Богемии
- Павел Ремезов — Годфри Нортон, адвокат, жених / муж Ирэн Адлер
- Юрий Серов — дикарь с Андаманских островов Тонга, помощник Смолла
- Кира Гурецкая — миссис Сесил Форестер, хозяйка дома, где живёт мисс Морстен
- Сергей Паршин — полисмен
- И. Можжаренко
- М. Рыбкин

## Съёмки
- Для фильма впервые были использованы кадры настоящего Лондона[2]. Съёмки поездки по реальной Темзе заметно отличаются по качеству от остального фильма: их снимал на 16-мм-камеру корреспондент Центрального телевидения СССР Виталий Ильяшенко[3].
- Паровой катер, на котором пытаются скрыться Джонатан Смолл и Тонга, в «Знаке четырёх» называется «Аврора». В СССР это название однозначно связывалось с крейсером — символом революции, и в фильме катер переименовали в «Диану». «Дианой» назывался другой русский крейсер, однотипный с «Авророй».
- В книге Джонатан Смолл подробно рассказывает свою биографию — о том, как он в Индии со своими друзьями-индийцами добыл сокровища. В фильм, из-за ограничений хронометража и бюджета, рассказ Смолла не вошёл.
- В книге Тонга — чернокожий абориген, в фильме же он имеет европеоидную внешность.
- В первой серии, когда Ватсон передаёт Холмсу фонарь, то можно заметить, что это не просто фонарь, а переделанный прожектор. В некоторых моментах можно заметить его свисающий провод.
- В книге официальным расследованием преступления занимается инспектор Этелни Джонс, а в фильме — инспектор Лестрейд, чтобы сохранить постоянного персонажа в сюжете сериала. Кроме того, на протяжении почти всего сериала миссис Хадсон считает Лестрейда лучшим инспектором Скотланд-Ярда (во втором фильме она это прочитала в "Таймс"), но разочаровывается в нём именно после ареста Смолла.
- Бульдог Бамбула, «сыгравший» роль Тори, принадлежал Василию Ливанову. При этом в книге пса звали Тоби, он был «уродливым, длинноволосым, вислоухим существом, наполовину спаниелем, наполовину ищейкой, коричневым и белым, с очень неуклюжей, ковыляющей походкой».

## Факты
Монетный двор Новой Зеландии в 2007 году выпустил серию серебряных двухдолларовых монет, посвящённых рассказам о Шерлоке Холмсе, на аверсе которых используются кадры из фильма.